# Журдан, Эмиль
Эмиль Журдан (фр. Émile Jourdan; 30 июля 1860, Ван — 29 декабря 1931, Кемперле) — французский художник-постимпрессионист, представитель школы Понт-Авена.

## Биография
Родился в 1860 году в Ванне на юге Бретани в семье высокопоставленного таможенного чиновника Проспера Журдана и его супруги Алин (Алины), урождённой Патюрель. С 16 лет увлёкся рисованием. В 1880 году поступил в Высшую школу изящных искусств в Париже, где преподавали Вильям Бугро и Тони Робер-Флёри, и обучался там вплоть до 1886 года. Также учился в академии Жулиана. Получая финансовую помощь от родителей, арендовал в Париже мастерскую, которую делил со своим однокурсником Эдуардом Мишленом. 
Летом 1886 года приехал в Понт-Авен, где встретился с Полем Гогеном, неформальным лидером художников, в то время собиравшихся в Понт-Авене. Журдан также сблизился и с другими членами местной художественной колонии, такими, как Эмиль Бернар, Шарль Лаваль и Анри Море. В отличие от других художников, посещавших Понт-Авен время от времени или проведших там определённый период своей жизни, Эмиль Журдан решил поселиться в Понт-Авене навсегда, и в итоге провёл там большую часть своей жизни.
В 1892 году он стал сожительствовать с 20-летней официанткой, которая родила ему троих детей: двух сыновей и дочь.
Эмиль Журдан писал яркие и красочные картины, которые принесли ему прозвище «Художник света» (фр. le peintre de la lumière; ср. самоназвание бельгийских и испанских импрессионистов — люминисты). Однако, личная жизнь Эмиля Журдана складывалась далеко не настолько красочно: с годами художник пристрастился к выпивке. В 1907 году он за несколько месяцев растратил наследство, которое получил от матери. Прогрессирующий алкоголизм Журдана привёл к тому, что он лишился арендованного жилья, которое больше не мог позволить себе оплачивать, а его вещи и картины были распроданы с аукциона за долги перед арендодателем. 
После 1910 года картины Журдана стали более мрачными, а сам он переезжал с место на место в Понт-Авене и окрестностях, рассчитывая лишь на поддержку друзей. Семья оставила его и он поселился в Понт-Авене в бедной мансарде. В 1927 году старика год спонсировала богатая австралийка, миссис Халли, однако она прекратила свои попытки, когда Журдан отказался писать по её заказам те картины, которые ей хотелось бы получить.
В 1931 году Журдан скончался в доме для престарелых в Кемперле от последствий нищеты и алкоголизма. 
Определённый интерес к творчеству соратника Поля Гогена возник снова только к концу 1980-х годов.

## Галерея

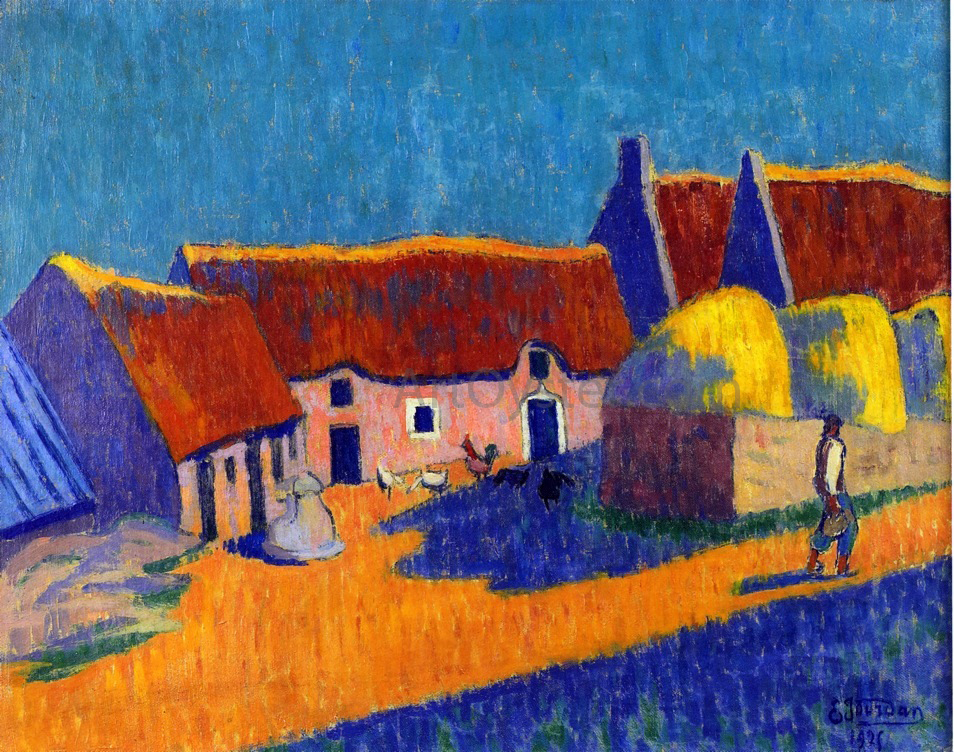
Бретонская деревня
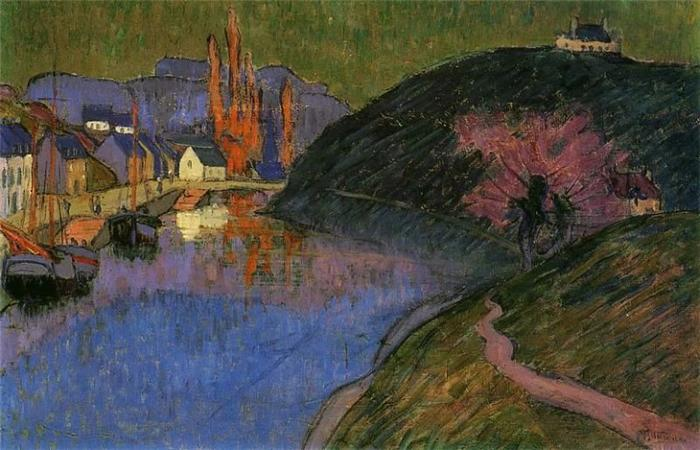
Гавань Понт-Авена
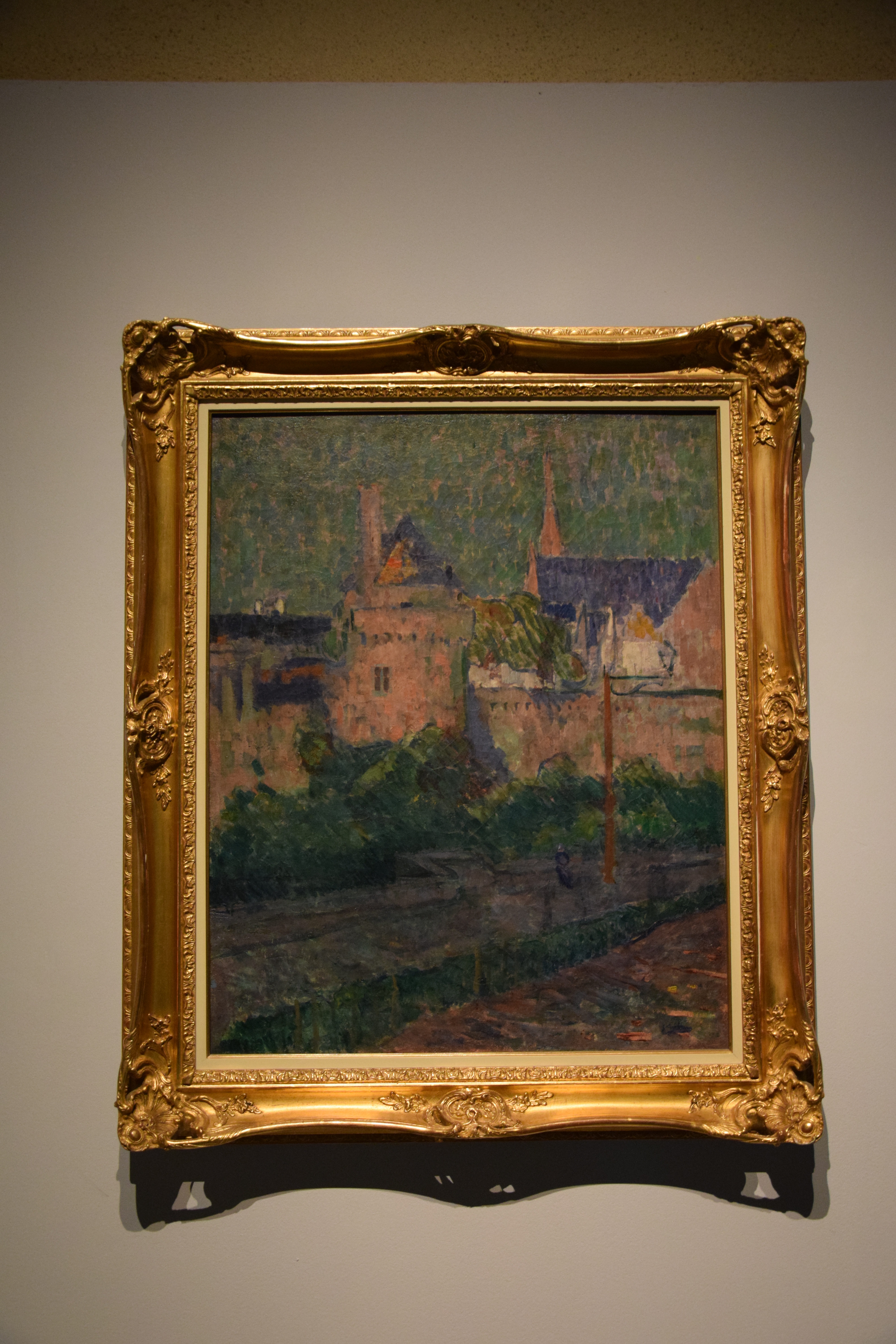
Ванн. Крепостные стены.
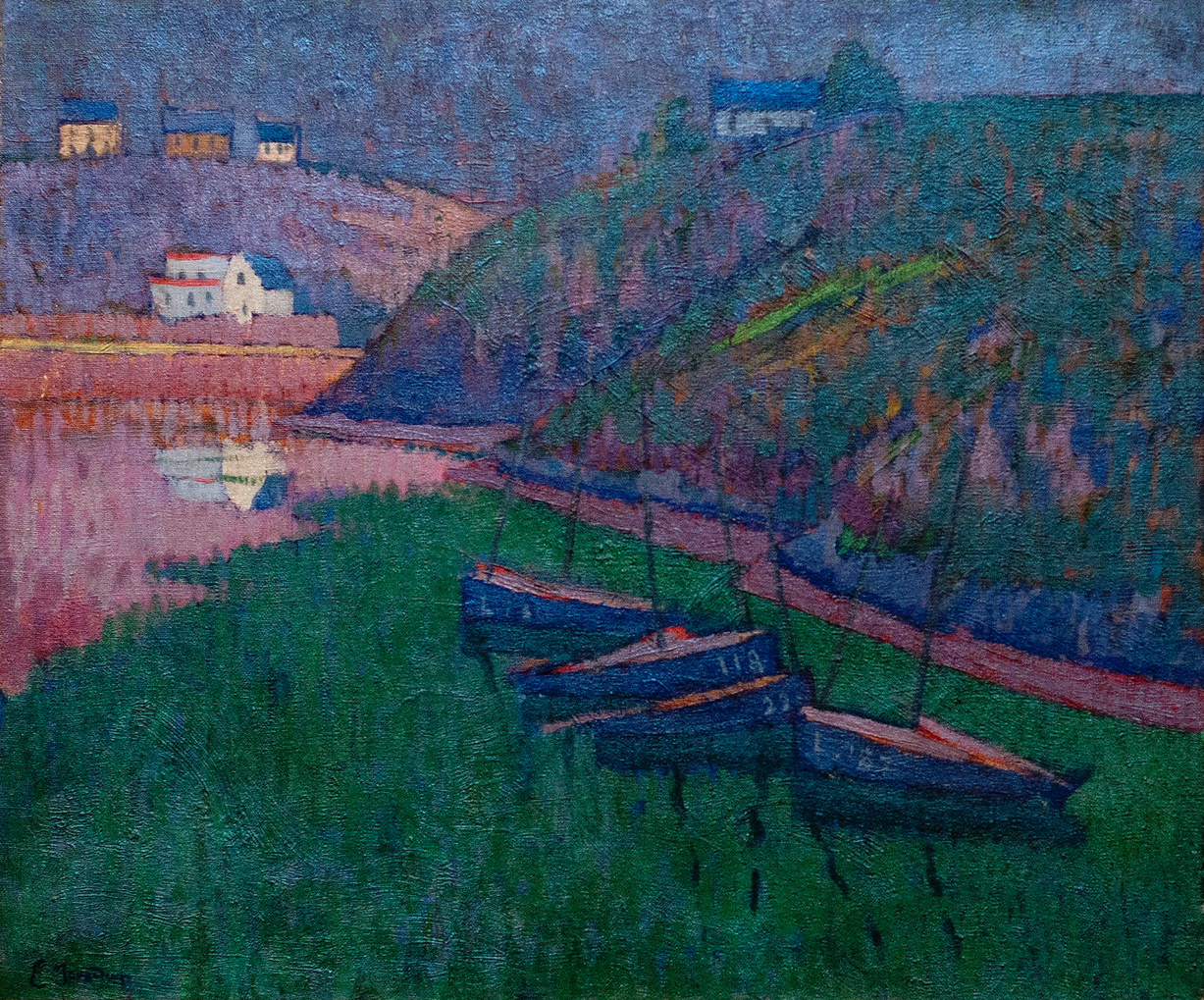
Рыбацкие лодки в гавани